# نویدو
نویدو (به ترکی آذربایجانی: Nüydü) یک منطقهٔ مسکونی در جمهوری آذربایجان است که در شهرستان آغ‌سو واقع شده‌است. نویدو ۵۷۷ نفر جمعیت دارد.